# コモ・ディセ・エル・ディチョ
『コモ・ディセ・エル・ディチョ』（スペイン語: Como dice el dicho）は、メキシコのアンソロジーのテレビドラマ。 このテレビドラマは、2011年2月1日にラス・エストレージャスで初演されました。 毎週月曜日から金曜日の17時30分に放送されます。

## あらすじ
このシリーズは現在のメキシコシティで、主に孫娘イザベルと彼の従業員に助けられているドン・トマスが所有する「エル・ディチョ・カフェ」という名前のカフェで開催されます。 エピソードは通常、ほとんどの場合、問題に対処している顧客を中心にしています。  エピソード全体を通じて、カフェの白い壁の1つに、従業員の1人であるドントマスまたは顧客によってことわざが書かれています。 書かれていることわざは、通常、書かれている特定の瞬間に起こっていることの状況を説明しています。

## 登場人物

### 主な登場人物
トマス・レオン
演：セルヒオ・コロナ
マリエタ
演：ブリーサ・カリージョ
パト
演：ベニー・エマニュエル
イザベル・レオン
演：ウェンディ・ゴンサレス
ポンチョ
演：マイケル・ロンダ
ラモン・レオン
演：ヘクトル・サンダルティ
ルピタ
演：フェルナンダ・サッセ